# Wohnanlage Lichtenberg
Die Wohnanlage Lichtenberg (früher: BVG-Siedlung) ist eine denkmalgeschützte Wohnanlage im Berliner Ortsteil Lichtenberg.

## Geschichte
Die denkmalgeschützte Wohnanlage wurde zwischen 1925 und 1930 von der Gemeinnützigen Heimstättenbaugesellschaft der Berliner Straßenbahn  für die Beschäftigten der Berliner Straßenbahn-Betriebsgesellschaft (der späteren BVG) errichtet. Sie liegt in der Nähe zum Betriebshof Lichtenberg. Die Werkswohnungen entstanden in zwei Bauabschnitten und bestehen aus zwei geschlossenen Wohnbaublöcken, die von der Siegfriedstraße 17–27b (westlich), Gotlindestraße (ohne Hausnummer, nördlich), Hagenstraße 28–39 (östlich) sowie Rüdigerstraße 78–81 (südlich) begrenzt werden. Die Architekten Helmuth Griesebach und Heinz Rehmann entwarfen für die südliche Wohnanlage viergeschossige Putzbauten mit abschließenden Satteldächern, die einen mit Liegewiese und einem Springbrunnen ausgestatteten Innenhof bilden. Die Eingänge wechseln sich auf den langen Straßenfronten mit leicht vorgezogenen Abschnitten ab. Die Balkone wurden jeweils paarweise zusammengefasst. Durch glatte, weiße Rahmungen der Öffnungen und Rustizierungen wird der gelbe Rauputz mit imitierenden Putzfeldern akzentuiert. Der Fassadenaufbau des zweiten nördlichen Wohnbaublocks ähnelt dem des ersten, der Entwurf stammt jedoch vom Architekten Karl Mohr. Der Stil wird nicht dem Historismus zugeordnet, sondern er zeigt eine eher sachliche Formensprache. Der Gartenarchitekt Albert Brodersen gestaltete für die beiden hintereinander liegenden und nicht zusammenhängenden Wohnblöcke die Grünflächen.
Jeder der beiden Wohnblöcke besitzt auf der Siegfriedstraße und auf der Hagenstraße Hofeinfahrten, der südliche Block noch eine in der Rüdigerstraße, die jedoch als Lagerraum genutzt wird. In der Siegfriedstraße 17 gab es nach dem Einzug der Bewohner zwei Versorgungseinrichtungen; einen Gemüse- und Milchladen (Reeck) und eine Seifenhandlung mit angeschlossener elektrischer Rollen-Wäschemangel (Maaß). Diese beiden Läden wurden bis Ende der 1960er Jahre genutzt, danach fanden sich neuere Betreiber. Die Geschäfte sind an den dreistufigen Zugängen zu erkennen.
Nach der politischen Wende fiel die gesamte Wohnanlage nun in das Eigentum der wiedervereinigten Berliner Verkehrsbetriebe, die 1995/1996 eine umfassende Sanierung vornehmen ließen.